# T-41 (練習機)
T-41 メスカレロ
T-41A
- 用途：練習機/連絡機
- 分類：初等練習機
- 製造者：セスナ・エアクラフト社
- 運用者

  -  アメリカ合衆国（アメリカ空軍/陸軍）
  -  ギリシャ（ギリシャ空軍）
  -  アルゼンチン（アルゼンチン陸軍）
  -  タイ（タイ空軍/陸軍）他
- 初飛行：1955年（原型機）
- 生産数：738機
- 生産開始：1964年
- 運用開始：1964年9月
- 運用状況：現役

T-41はセスナ社の172F スカイホークを改修した、アメリカ空軍の並列複座初等練習機。名称はメスカレロ(Mescalero:アパッチ族の支族の名)。 
40,000機以上が生産されて世界的ベストセラーとなった原型機同様、700機以上が生産された名機となった。

## 概要
アメリカ空軍は、1960年から操縦訓練課程を全てジェット化しT-37 トウィートとT-38 タロンの2機種で行っていたが、初心者にはリスクが高く経済性も悪いという問題点があった。そしてベトナム戦争により経費削減とパイロットの大量養成が必要になったため、再びレシプロ練習機で初等訓練を行うことにした。ただしあくまでもごく初期段階の訓練で適性のない訓練生をふるい分けることを目的としていたため、曲技飛行能力は求められず既存の軽飛行機の転用で充分とされた。こうして、セスナ社の172Fの改修型がT-41A メスカレロとして採用され、1964年9月から211機が引き渡された。これらの機体は民間に委託する形で運用されたため、民間の登録番号が与えられ、教官も民間パイロットが担当していた。
また、アメリカ陸軍がTO-1バードドッグの後継機として導入したT-41Bは、エンジンを出力強化型に換装し、航法・通信装置も陸軍仕様に変更されていた。T-41Bは空軍にも空軍士官学校用にT-41Cとして採用された。
アメリカ以外でもエクアドル、ペルー、ギリシャなどがT-41Aを採用、軍事援助計画（MAP：Military Assistance Program）向けのT-41Dがアメリカの同盟国に供与され、その多くは現在も現役にある。なお、ベースとなったセスナ 172も軍の練習機として広く使用されている。
アメリカ空軍では1994年から後継機のT-3ファイアフライが配備され、T-41は空軍士官学校に残るのみとなった。しかしT-3は軽飛行機とは異なる操縦特性故に連続した墜落事故を起こし永久飛行停止となったため、現在もアメリカ空軍では軽飛行機が初等訓練に使用されている。

## 機体

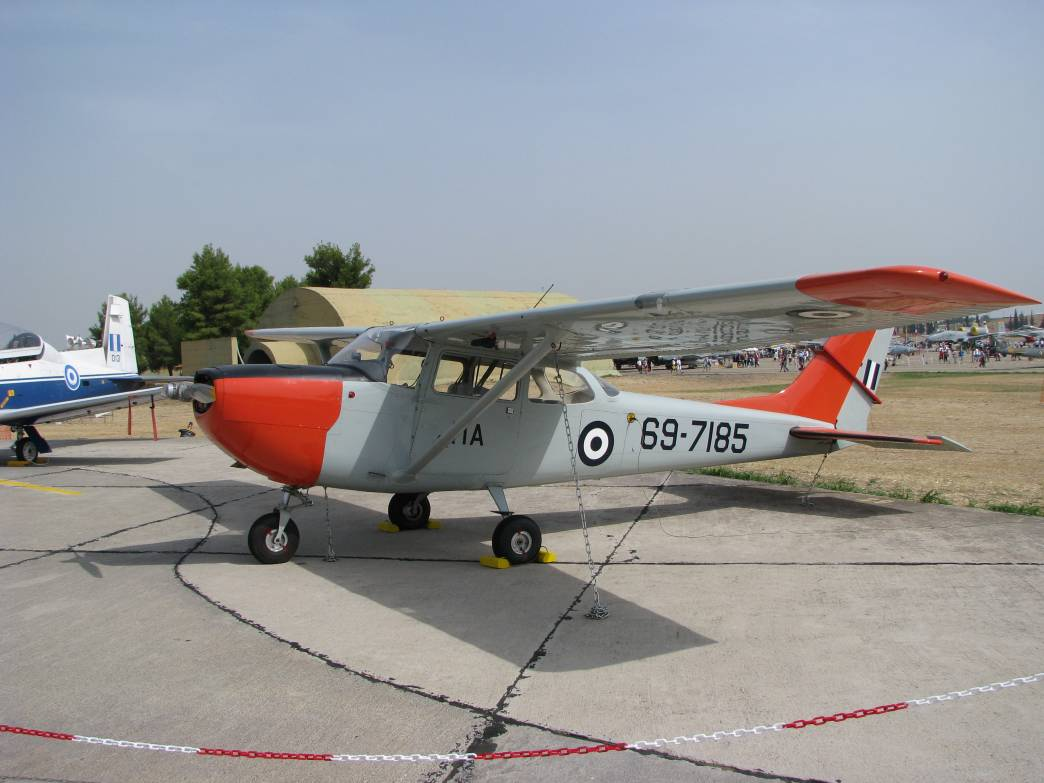
T-41D ギリシャ空軍機

T-41は無線機等の軍用機としての装備を除けば基本的に原型の172Fと同様の機体である。エンジンは民間型と同じコンチネンタル O-300-C（B型以降はコンチネンタル IO-360-D）レシプロエンジンを搭載したが、プロペラスピナと車輪のスパッツは付けていない。

## 各型
T-41A
アメリカ空軍向け練習機型。211機生産。
T-41B
アメリカ陸軍向練習/連絡機型。255機生産。
T-41C
T-41Bのアメリカ空軍向け生産型。52機生産。
T-41D
T-41Bを基に装備を簡素化した軍事援助計画用。238機生産。

## 採用国
アメリカ合衆国
 アルゼンチン
 ボリビア
 チリ
 コロンビア
 ドミニカ共和国
 エクアドル
 ギリシャ
 ホンジュラス
 韓国
 インドネシア
 イラン
 ラオス
 リベリア
 パキスタン
 パラグアイ
 ペルー
 フィリピン
 エルサルバドル
 タイ
 トルコ
 ウルグアイ
 ベトナム共和国

## 主要諸元 (T-41C)
- 全長：8.21 m
- 全幅：10.92 m
- 全高：2.69 m
- 自重：618 kg
- 最大離陸重量：1,043kg
- エンジン：コンチネンタル IO-360-D レシプロエンジン(210 hp(160 kW) 1基
- 最高速度：125 kt (232 km/h)
- 上昇率：268 m/min(海上)
- 航続距離：626 nm (1,159km)
- 乗員：2 名